# 血虚
血虚（けっきょ）とは、中医学、漢方医学の概念で、血が不足し、循環が悪い状態のことをいう。

## 症状
顔面淡白（または顔面萎黄）、手足のしびれ、爪甲色白、不眠、動悸、舌質淡、月経失調などの症状が出る。脈は細。

## 病態
- 肝血虚
- 心血虚